# Pierregot
Pierregot é uma comuna francesa na região administrativa de Altos da França, no departamento de Somme. Estende-se por uma área de 2,46 km². Em 2010 a comuna tinha 287 habitantes (densidade: 116,7 hab./km²).